# Дон Гед
Дональд Джордж Чарльз Гед (англ. Donald George Charles Head, нар. 30 червня 1933, Онтаріо, Канада) — канадський хокеїст, що грав на позиції воротаря.

## Ігрова кар'єра
Професійну хокейну кар'єру розпочав 1951 року.
Усю професійну клубну ігрову кар'єру, що тривала 25 років, провів, захищаючи кольори команд нижчих північноамериканських ліг, за виключенням сезону 1961-62, в якому він провів 38 ігор в НХЛ за «Бостон Брюїнс».
У складі національної збірної здобув срібло на Олімпійськиї іграх 1960 року у Скво-Веллі.